# C'è il sole
C'è il sole è il sesto LP di Eduardo De Crescenzo, pubblicato nel 1989, dopo la sua partecipazione al Festival di Sanremo con il brano Come mi vuoi.

## Tracce
1. C'è il sole – 4:43 (testo: Eugenio Bennato – musica: Eduardo De Crescenzo, Luigi De Rienzo)
2. Mercati mercati – 5:05 (testo: Eugenio Bennato – musica: Eduardo De Crescenzo, Luigi De Rienzo)
3. Questo amore – 4:11 (testo: Giorgio Conte – musica: Eduardo De Crescenzo, Vito Pallavicini, Giorgio Conte)
4. Dalla nave – 5:20 (testo: Giuliana Formisano – musica: Luigi De Rienzo)
5. Come mi vuoi – 5:02 (testo: Mariella Nava, – musica: Eduardo De Crescenzo, Mariella Nava)
6. Vola – 5:26 (testo: Maurizio Morante, Sergio Iodice – musica: Maurizio Morante, Eduardo De Crescenzo)
7. Il racconto della sera – 4:39 (testo: Eugenio Bennato – musica: Eduardo De Crescenzo)
8. Sono fatti miei – 5:00 (testo: Eduardo De Crescenzo – musica: Mario Rosini, Eduardo De Crescenzo)
9. Canzone nuova – 1:28 (testo: Eduardo De Crescenzo – musica: Ernesto Vitolo)

Durata totale: 40:54

## Formazione
- Eduardo De Crescenzo – voce, fisarmonica
- Gigi De Rienzo – basso, tastiera, chitarra, arpa
- Ellade Bandini – batteria
- Ernesto Vitolo – tastiera, pianoforte
- Franco Giacoia – chitarra acustica, chitarra elettrica
- Daniele Sepe – sax